# جاك سبينس
جاك سبينس هو سياسي كندي، ولد في 27 مارس 1907، وتوفي في 1 يونيو 1981 في سانت توماس في كندا. حزبياً، نشط في الحزب الليبرالي في أونتاريو ‏. وقد انتخب عضو برلمان مقاطعة أونتاريو.